# Linia kolejowa Lübbenau – Kamenz
Linia kolejowa Lübbenau – Kamenz – jednotorowa, główna i częściowo zelektryfikowana linia kolejowa biegnąca przez teren kraju związkowego Brandenburgia i Saksonia, w Niemczech, wybudowana przez Berlin-Görlitzer Eisenbahn-Gesellschaft. Łączy Lübbenau/Spreewald przez Calau i Senftenberg z Kamenz.